# Caso Genoa
Il caso Genoa fu un illecito sportivo che coinvolse la società ligure nel 2005, con l'accusa di aver aggiustato a proprio favore il risultato di una partita del campionato di Serie B.

## Il fatto
L'11 giugno 2005 era in programma l'ultima giornata del campionato cadetto; a Genova i rossoblù, primi in classifica, ospitavano il Venezia, aritmeticamente già retrocesso.
L'incontro terminò per 3-2 in favore dei padroni di casa: la vittoria consentì loro di mantenere il primo posto, vincere il campionato facendo così ritorno in Serie A dopo 10 anni.
| Arbitro: | Morganti (Ascoli Piceno) |

|                                |           |                               |
| Milito 45+2’, 64’ M. Rossi 53’ | Marcatori | 13’ Vicente 60’ Luís Oliveira |

Poco dopo la fine del campionato due magistrati genovesi, Alberto Lari e Giovanni Arena, nell'ambito di un'indagine in corso da molti mesi riguardante dei possibili casi di scommesse clandestine, fornirono alle autorità della giustizia sportiva del materiale utile ad istruire un processo sportivo riguardante quella partita Genoa-Venezia, sulla quale avevano appuntato la loro attenzione, disponendo di mezzi di intercettazione ed utilizzando il reato di associazione a delinquere a carico degli indagati, atteso che la sola imputazione per il reato di frode nelle competizioni sportive non avrebbe permesso tale mezzo di ricerca delle prove. Alcuni mesi dopo gli stessi PM disposero la derubricazione del reato di associazione, chiudendo il caso originario da cui avevano avuto il permesso di intercettazione.
Il 14 giugno una pattuglia dell'Arma dei Carabinieri fermò nei pressi di Cogliate un'auto su cui viaggiava Giuseppe Pagliara, dirigente del Venezia. Durante la perquisizione del mezzo, in una valigetta Carpisa, venne rinvenuta una busta gialla formato A4 contenente un modulo di contratto di vendita intestato al Genoa CFC che riguardava il giocatore paraguaiano Rubén Maldonado e 250 000 euro in contanti: i Carabinieri chiesero il perché di tutti quei soldi a Pagliara, il quale rispose di essere un dirigente del Venezia e di avere appena venduto al Genoa il giocatore, e che i 250 000 euro sarebbero stati un anticipo della somma pattuita.

## Indizi
- Nei pressi del luogo dove era avvenuto il fermo dell'auto di Pagliara si trova la sede della Giochi Preziosi S.p.A., di proprietà di Enrico Preziosi, all'epoca presidente del club ligure. Lì venne ritrovata una busta intestata al Genoa CFC dove era presente il modulo di contratto di vendita che riguardava il giocatore Maldonado del Venezia ed il relativo denaro, corrispondente a quanto riportato sul contratto. Il contratto era redatto su carta intestata al Genoa CFC ma non su modulo federale utile ai fini fiscali, e i carabinieri, prospettando il reato di appropriazione indebita, invitarono dunque Pagliara a seguirli e posero sotto sequestro i soldi per accertamenti fiscali.

Secondo i PM genovesi, su mandato dei quali avevano agito i militari, quelli sarebbero stati i soldi con cui le due squadre avevano truccato la partita.
- Altro indizio fu un'intercettazione telefonica tra lo stesso Enrico Preziosi e Franco Dal Cin, presidente e proprietario del Venezia, nella quale il presidente rossoblù chiedeva al collega della squadra veneta di disputare una partita regolare di campionato tra la prima in classifica e l'ultima, senza particolare acredine, rifiutando la proposta di alcuni dirigenti del Torino che avrebbero proposto un premio a vincere per il Venezia.

Secondo i PM genovesi e la disciplinare sportiva, questo sarebbe stato un tentativo di normalizzare l'evento sportivo.
- Un altro elemento fu il fatto che Martin Lejsal, portiere ceco del Venezia che aveva disputato un buon campionato, venne sostituito alla fine del primo tempo dopo aver subìto un colpo alla mano; secondo alcuni ciò appariva strano in quanto l'infortunio era di lieve entità, mentre secondo altri si trattava di un normale avvicendamento per far esordire in Serie B un giovane che ha il ruolo di secondo nei pochi minuti dell'ultima giornata rimasti a disposizione prima della retrocessione, come spesso accade in tutti i campionati, peraltro disputando un'ottima partita.

Secondo i PM genovesi e la disciplinare sportiva, questo sarebbe stato un sotterfugio per perdere la partita, pertanto anche Lejsal fu inserito dalla pubblica accusa nel registro degli indagati insieme ai compagni di squadra Massimo Borgobello e Massimiliano Esposito.

## Processo sportivo

### Richieste di accusa
Dopo gli interrogatori, la procura Federale della FIGC espresse le richieste di accusa il 24 luglio 2005 davanti alla Commissione Disciplinare della Lega Nazionale Professionisti;
Società
- Genoa: declassamento all'ultimo posto del Campionato di Serie B 2004-2005 e conseguente retrocessione in Serie C1 con 3 punti di penalizzazione.
- Venezia: non giudicabile in quanto la società fallì un mese prima.

Dirigenti società
- Enrico Preziosi (presidente Genoa): 5 anni con richiesta di preclusione.
- Franco Dal Cin (proprietario Venezia): 5 anni con richiesta di preclusione.
- Stefano Capozucca (direttore Sportivo Genoa): 5 anni.
- Giuseppe Pagliara (dirigente Venezia): 5 anni.
- Michele Dal Cin (dirigente Venezia): 3 anni e 6 mesi.
- Roberto Cravero (ex dirigente Torino): 4 mesi.

Calciatori
- Martin Lejsal (Venezia): 6 mesi.
- Massimiliano Esposito (Venezia): 6 mesi.
- Massimo Borgobello (Venezia): 6 mesi.

### Sentenza di primo grado
La sentenza di primo grado venne resa pubblica il 27 luglio 2005 con le seguenti decisioni:
Società
- Genoa: declassamento all'ultimo posto del Campionato di Serie B 2004-2005 e conseguente retrocessione in Serie C1 con 3 punti di penalizzazione.[4]

Dirigenti società
- Enrico Preziosi (presidente Genoa): 5 anni con richiesta di preclusione.
- Franco Dal Cin (tesserato Venezia): 5 anni con richiesta di preclusione.
- Stefano Capozucca (direttore sportivo Genoa): 5 anni.
- Giuseppe Pagliara (dirigente Venezia): 5 anni.
- Michele Dal Cin (dirigente Venezia): 3 anni e 1 mese.
- Roberto Cravero (ex dirigente Torino): 4 mesi.

Calciatori
- Martin Lejsal (Venezia): 6 mesi.
- Massimo Borgobello (Venezia): 5 mesi.
- Massimiliano Esposito (Venezia): assolto.

### Sentenza d'appello
L'8 agosto 2005 la CAF mise la parola fine al procedimento sportivo:
Società
- Genoa: declassamento all'ultimo posto del Campionato di Serie B 2004-2005 e conseguente retrocessione in Serie C1 con 3 punti di penalizzazione.

Dirigenti società
- Enrico Preziosi (presidente Genoa): 5 anni con richiesta di preclusione.
- Franco Dal Cin (tesserato Venezia): 5 anni con richiesta di preclusione.
- Stefano Capozucca (direttore sportivo Genoa): 5 anni.
- Giuseppe Pagliara (dirigente Venezia): 5 anni.
- Michele Dal Cin (dirigente Venezia): 3 anni e 1 mese.
- Roberto Cravero (ex dirigente Torino): 4 mesi.

Calciatori
- Martin Lejsal (Venezia): 6 mesi.
- Massimo Borgobello (Venezia): 5 mesi.
- Massimiliano Esposito (Venezia): assolto.

### Ricorso al tribunale civile
Successivamente il Genoa, contestando le decisioni della giustizia sportiva, fece ricorso al Tribunale Civile di Genova sostenendo che il processo di secondo grado si era svolto in modo irregolare e sottolineando il fatto che le intercettazioni telefoniche, unico indizio contro i dirigenti liguri, erano state acquisite ed utilizzate in maniera illegale. Il 19 agosto il giudice genovese Alvaro Vigotti, dopo aver analizzato il ricorso del Genoa e quello della Federazione Italiana Giuoco Calcio, decise di lasciare la giurisdizione del caso alla FIGC, sottolineando il fatto che il processo d'appello si era svolto in maniera regolare secondo le procedure di giustizia sportiva e che le intercettazioni telefoniche, seppure acquisite per altre indagini su altri reati che poi non si erano concretizzate, erano state fornite dalla magistratura ordinaria genovese a quella sportiva in maniera lecita. Il giudice sottolineò anche il fatto che, in caso di retrocessione per illecito sportivo, una società sportiva non poteva ricorrere alla giustizia ordinaria; per questi motivi il Genoa si vide respingere i ricorsi.
A metà stagione il Genoa venne penalizzato di altri 3 punti dalla Commissione Disciplinare della Lega Calcio di Serie C per la violazione della clausola compromissoria, punti poi restituiti dalla CAF.

## Processo penale
Dalle indagini penali del 2005 venne fuori il sospetto di combine di altre partite, commesse dalla dirigenza rossoblu. Questi sospetti decaddero, così come l'accusa di associazione a delinquere, mentre rimase in piedi l'accusa di frode sportiva. Nel giugno 2006 iniziò il processo penale e vennero rinviati a giudizio le seguenti persone: Enrico Preziosi, Matteo Preziosi (figlio del presidente genoano), Stefano Capozucca, Franco Dal Cin, Michele Dal Cin e Giuseppe Pagliara con l'accusa di frode sportiva. Nel febbraio del 2007 l'accusa chiese 8 mesi di reclusione a tutti gli imputati.

### Sentenza di primo grado
Il 2 marzo 2007 il Tribunale di Genova emise la sentenza di primo grado: Enrico Preziosi, Matteo Preziosi, Stefano Capozucca, Franco Dal Cin e Giuseppe Pagliara condannati a 4 mesi di carcere per frode sportiva. L'unico assolto, per non aver commesso il fatto, fu Michele Dal Cin.

### Sentenza d'appello
Il 27 novembre 2008, al termine del processo d'appello, vennero confermate le decisioni del processo di 1º grado; 4 mesi di reclusione per frode sportiva ad Enrico e Matteo Preziosi, Stefano Capozucca, Franco Dal Cin e Giuseppe Pagliara. Confermata anche l'assoluzione di Michele Dal Cin per non aver commesso il fatto.

### Rinvio della Cassazione e nuovo appello
La Corte di Cassazione il 25 febbraio 2010 ha annullato la prima sentenza di secondo grado, disponendo il rinvio del processo ad altra sezione della Corte d'appello di Genova. La seconda sentenza d'appello, in data 15 febbraio 2011, conferma la condanna a 4 mesi per Enrico Preziosi e dispone l'assoluzione per il figlio Matteo, per Capozucca e per Francesco Dal Cin.

### Epilogo
Le parole conclusive furono scritte dalla Cassazione nel maggio 2012 dove fu stabilita la sentenza sulla vicenda scaturita dall'intreccio tra Genoa, Venezia e Torino.
Secondo l'avvocato difensore del Genoa CFC, Luigi Gallo, ex presidente del Venezia poi arrestato per il crack del Torino del quale era socio avrebbe offerto denaro ed esercitato pressioni affinché il Venezia tentasse in tutti i modi e con ogni risorsa di battere il Genoa; a supporto è stata portata la dichiarazione e testimonianza di Cravero, ex d.s. granata, che aveva chiuso ogni rapporto con il Torino Calcio; il presidente dei rossoblù, venuto a conoscenza del patto tra Torino e Venezia, chiese (come si evidenziò dalle controverse intercettazioni) al presidente del Venezia di non accettare le proposte del Torino disputando viceversa una gara normale senza particolare astio o acredine; in ogni caso il legale difensore sostenne l'inutilizzabilità delle intercettazioni poiché effettuate dai magistrati genovesi su istanza di reato di associazione a delinquere, estraneo al caso Genoa.
Il procuratore generale affermò invece che l'inutilizzabilità delle intercettazioni non dovesse essere estesa agli interrogatori dei testimoni che furono stimolati e non determinati dalle intercettazioni, dichiarando la non attendibilità oggettiva delle dichiarazioni di Cravero sul coinvolgimento del Torino; secondo la Procura il presidente Preziosi aveva sbagliato, poiché aveva agito in una sorta di risposta a un'aggressione anziché rivolgersi alle autorità federali.
La vicenda si concluse con la condanna di Preziosi a quattro mesi per frode sportiva, nonché al pagamento delle spese processuali, e l'assoluzione dei restanti imputati.